# ラリー・ローゼンバーグ
ラリー・ローゼンバーグ（Larry Rosenberg、1932年12月7日 - ）は、アメリカのヴィパッサナー瞑想指導者、ケンブリッジ・インサイト・メディテーション・センターの創設者、社会心理学者、元シカゴ大学教授。

## 略歴
1932年12月7日、ニューヨーク市ブルックリンのロシア系ユダヤ人の労働者の家庭に生まれる。
地元のカレッジで学士号を取った後、シカゴ大学で社会心理学の博士号を得る。ハーバード大学で准教授となり、後にシカゴ大学で教授として教鞭を取る。
その後、ジッドゥ・クリシュナムルティ、アーチャン・チャー、アーチャン・マハーブーワ、プッタタート、崇山行願、片桐大忍、スー・ユンにヨーガ、禅、ヴィパッサナーを学び、主にヴィパッサナー瞑想を教えるインサイト・メディテーション・センターをケンブリッジに設立、またインサイト・メディテーション・ソサエティの創設に関わり、以来30年に亘り瞑想指導を続けている。

## 著作リスト
- Breath by breath : the liberating practice of insight liberation(Shambhala, 1998)
  - 日本語訳：『呼吸による癒し』（ラリー・ローゼンバーグ著、井上ウィマラ訳、春秋社、2001年2月）

### 共著
- In the Light of Death : On the Art of Being Truly Alive (D. Guyとの共著、Shambhala, 2001)
- Three Steps to Awakening : A Practice for Bringing Mindfulness to Life (Laura Zimmermanとの共著、Shambhala, 2013)
  - 日本語訳：『〈目覚め〉への3つのステップ: マインドフルネスを生活に生かす実践』（ラリー・ローゼンバーグ著[1]、藤田一照訳、春秋社、2018年10月）